# オナガ
オナガ（尾長、Cyanopica cyanus）は、スズメ目カラス科オナガ属に分類される鳥類。

## 分布
ユーラシア大陸の東西両端の2つの離れた地域に分かれて分布する留鳥である。分布の一方はロシア東部、中国東部、日本など東アジアで、もう一方はイベリア半島の一部である。いずれの地域においても局所的、飛び地状に生息域が存在する。
近年の遺伝子分析によれば、2つの地域個体群は種レベルで区別されることを示した。またイベリア半島内では化石も発見されており、両個体群の分化が数万年昔にまでさかのぼることがわかっており、イベリア半島の個体群は別種 Cyanopica cooki となる可能性が示唆されている。この事実が明らかになるまで、本種の特異な隔離分布は長らく謎とされており、15世紀の南蛮交易船が日本からイベリア半島へ持ち帰ったという珍説まであった。
なお、日本では分布を狭めており、1970年代までは本州全土および九州の一部で観察されたが、1980年代以降西日本で繁殖は確認されておらず、留鳥として姿を見ることはなくなった。現在は本州の福井県以東、神奈川県以北で観察されるのみとなっている。わずか10年足らずで西日本の個体群が姿を消した原因はまったくわかっていない。ただし、九州の個体群については近年になって分布を拡大し続けているカササギとの競争に敗れたという説がある。このように分布域を狭めてはいるが、東日本に残された群の個体数は減少どころか増加の傾向にある。

## 形態
全長は 34-39cm で、キジバトより一回り大きい程度。ただし尾羽が 20-23cm と長く、頭と体の大きさはムクドリ大。 名前の由来は、尾羽が長いことによる。
黒色に見える頭部の羽毛は濃紺、喉元から後頭部と背の境界部分が白色、胸、腹が灰色、背は濃い灰色、腹の羽毛をかき分けると黒灰色の層が見える。翼は畳んだ状態では青灰色で隠れた部分は黒色に白い縁取りが有る。尾羽根は青灰色(2枚×5)で扇状に開いた際に中央の2枚が最も長く先端が白い。雌雄同色である。
なお、イベリア半島に分布する亜種は尾羽の先の白斑がない。

## 生態
平地から低山地の比較的明るい森林や竹林を好み、森林に近接する市街地などでも見られる。ある範囲を行動圏として縄張りの様に保有し、年間を通じ同一の個体で構成される群れ（家族群）を作り生活している。
食性は雑食で、昆虫、果実、種子等を常食し一部は貯食する。
一夫一妻で人家に隣接した樹木の樹上に枯れ枝などを使って皿状の巣を作り、1腹6-9個の卵を産む。抱卵期間は17-20日で、雌が抱卵する。雛は約18日で巣立ちする。カッコウの托卵先になることがある。いつも高いところにおり、群れで行動し、カラスの仲間とあって学習能力は高い。警戒心が強く、また敵に対するモビング（疑攻撃）行動も活発で、巣が襲われた場合などは集団で防衛にあたる。育雛期には、前年生まれの個体による手伝い行動が行われるとする報告がある。
鳴き声は「ギューイギュイギュイ」「ゲー、ギー」などと汚い大声がよく聞かれるが、これは警戒音声であり、繁殖期のつがい同士などでは「チューイ、ピューイ、チュルチュルチュル」など愛らしい声で鳴き交わす様子も観察される。

## 画像

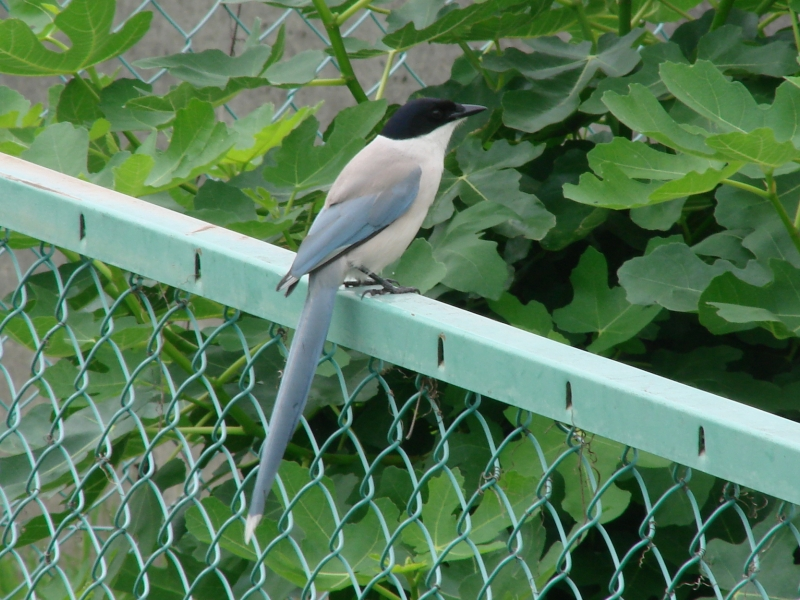
東京に生息しているオナガ。中川沿いで撮影。6月上旬。
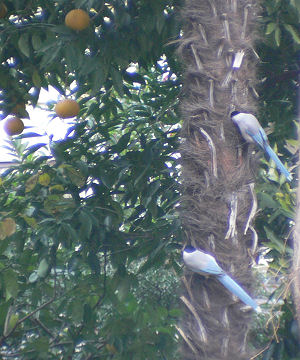
木に集まって鳴き交わすオナガ。久地円筒分水で撮影。
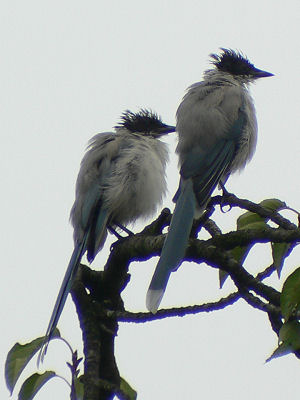
換羽期(?)のオナガ。平瀬川沿いで撮影。
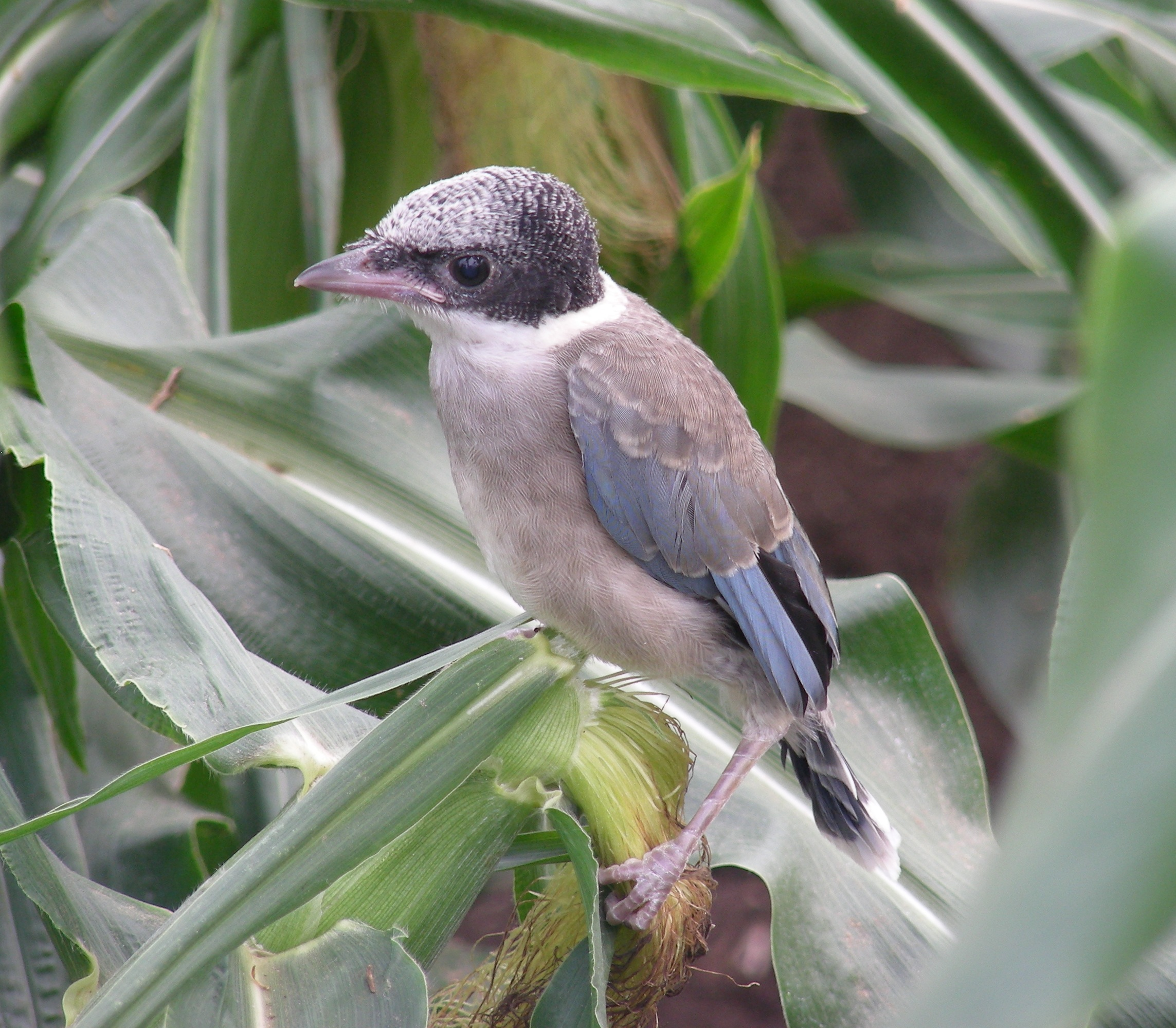
巣立ち直後の幼鳥。青森県8月中旬。
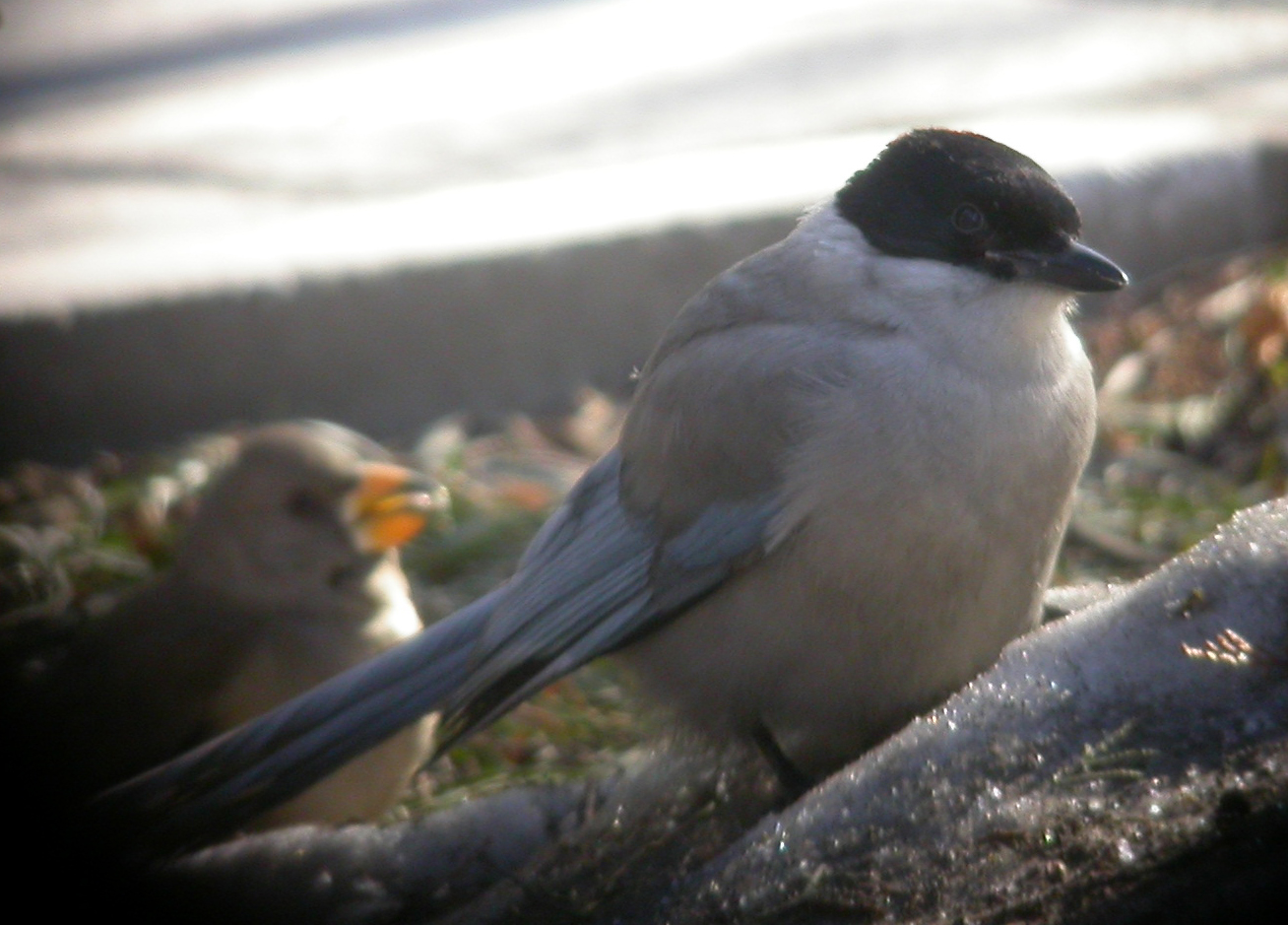
中国・北京で撮影。
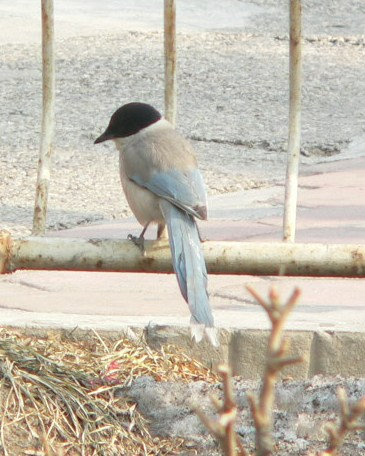
中国・北京の公園で撮影。
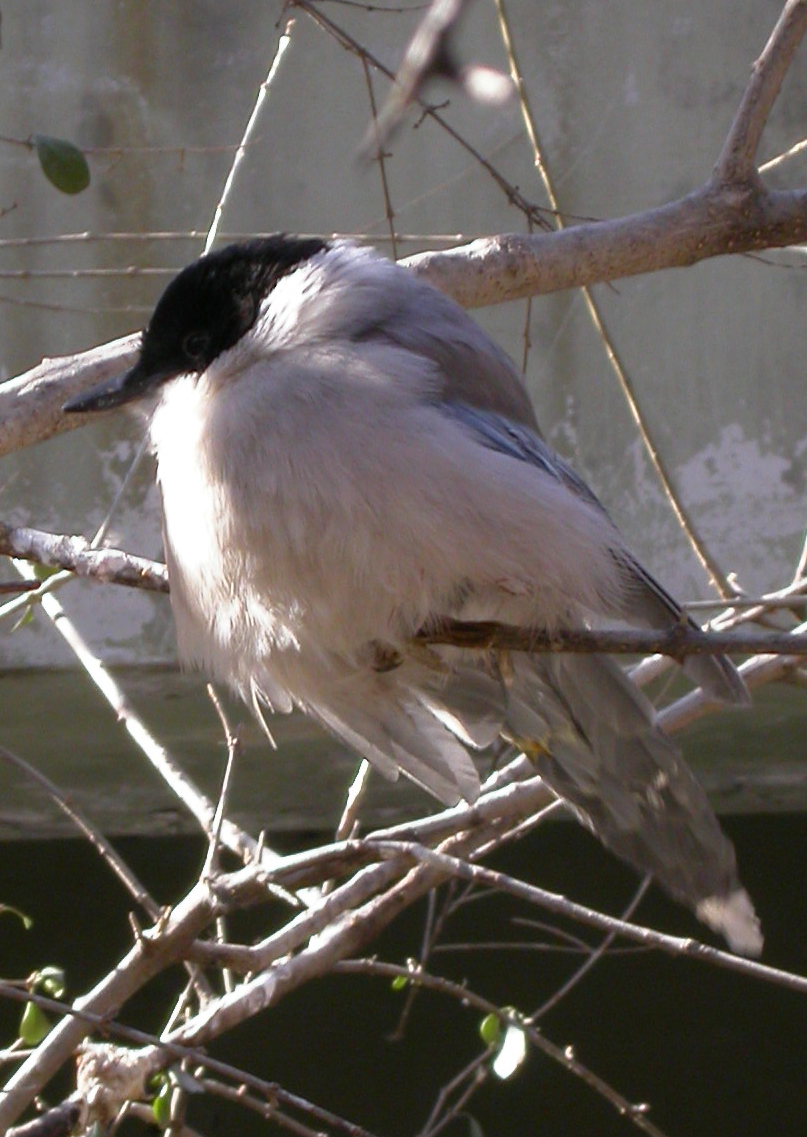
中国・北京動物園で撮影。

## 鳴き声
- オナガが鳴き交わす様子[ヘルプ/ファイル] （等々力緑地、2006年 7月28日採音）
再生時間 00:00:16、52KB。背景に少しハシブトガラスの声が入る。

## オナガをシンボルとする自治体
- 福島県浅川町
- 埼玉県狭山市
- 東京都清瀬市・東久留米市・世田谷区
- 千葉県柏市
- 神奈川県横浜市瀬谷区・大和市